# دنیل کارول
دنیل کارول (Daniel Carroll)‏ (۲۲ ژوئیه ۱۷۳۰ – ۷ می ۱۷۹۶)، سیاستمدار و مزرعه‌دار آمریکایی از مریلند و یکی از پدران بنیان‌گذار ایالات متحده بود. او از انقلاب آمریکا حمایت نموده و در کنگره کنفدراسیون خدمت کرد. یکی از نمایندگان در کنوانسیون ۱۷۸۷ فیلادلفیا بود و طی آن قانون اساسی ایالات متحده را طراحی نمود و عضو نخستین کنگره ایالات متحده بود. کارول یکی از پنج مردی بود که هم اصول کنفدراسیون و هم قانون اساسی را امضاء نمود. وی یکی از معدود کاتولیک‌های رومی در میان بنیان‌گذاران بود.

## اوایل زندگی
کارول در ۲۲ ژوئیه ۱۷۳۰ در شهر آپر مارلوور در استان مریلند زاده شد. او پسر مزرعه‌دار ثروتمند، دانیل کارول (حدود ۱۶۹۶ – ۱۷۵۱ میلادی) و الینور دارنال کارول (۱۷۰۳ – ۱۷۹۶ میلادی) بود. خانه والدین وی دنیلز چانس نام داشت، یک کشت کلان به مساحت ۲۷٬۰۰۰ آکر که مادر وی از پدربزرگش به ارث برده بود. کارول برای کسب تحصیل به خارج از کشور فرستاده شده بود. او از سال ۱۷۴۲ تا ۱۷۴۸ میلادی در کالج سنت اومر در فرانسه که برای کاتولیک‌های انگلیسی تأسیس شده بود، تحت نظر یسوعی‌ها آموزش دید. پس از گردش برای مدتی در اروپا، او با کشتی به خانه بازگشت نموده و به‌زودی با الینور کارول که ظاهراً دختر عموی وی بوده و پدربزرگ و مادر بزرگ وی به‌نام دانیل اوکارول و دوروتی کنیدی از ایرلند بودند، ازدواج نمود.
برادر کوچکتر وی جان، نخستین اسقف رومان کاتولیک (به عنوان اسقف بالتیمور در ۱۷۹۰ میلادی) در ایالات متحده و بانی دانشگاه جرج‌تاون بود؛ پسر عموی وی چارلز کارول اهل کارلتون روی اعلامیه استقلال ایالات متحده امضاء کرد.

## حرفه
کارول در دهه ۱۷۷۰ میلادی به تدریج به آرمان میهن‌دوستی گروید. به عنوان برده‌دار و مزرعه‌دار، او در اوایل بیم داشت که انقلاب ممکن است از نظر اقتصادی به شکست مواجه شده و موجب تباهی مالی خانواده وی و غوغاسالاری (حکومت اوباش و زورمندان) شود.
مریلند، هرچند توسط کاتولیک‌ها بنیان‌گذاری شده بود، اما در آن زمان (همانند بقیه سیزده مستعمره) قوانینی صادر نموده و طی آن رومان کاتولیک‌ها را از انتصاب در دفاتر دولتی ممنوع کرد. پس ز اینکه مریلند استقلال خود را از تاج و تخت بریتانیا اعلام نموده و نخستین قانون اساسی خود را تصویب کرد، این قوانین منسوخ گردید. کارول در مجلس سنای مریلند انتخاب گردید و از ۱۷۷۷ – ۱۷۸۱ میلادی خدمت کرد. او از سمت خود به عنوان سناتور دولتی استفاده نموده و در راستای فراهم آوری نیرو و پول برای حمایت از آرمان آمریکایی کمک کرد. دخیل بودن وی در جنگ انقلاب آمریکا، همانند سایر میهن‌دوستان در خانواده بزرگ وی، از این شعار خانوادگی الهام می‌گرفت: «قوی در عقیده و جنگ».
او تلاش نمود تا تصویب اصول کنفدراسیون از سوی مجلس ایالتی را تا زمانی که ایالت‌های مدعی زمین‌های غربی (مریلند ادعا نداشت) ادعاهای خود را به کنگره واگذار نکنند، مانع شود. تنها پس از اینکه ویرجینیا ادعای خود روی زمین‌های شمالی رود اوهایو را به کنگره واگذار نمود، کارول از مخالفت دست کشیده و مریلند در ۲ فوریه ۱۷۸۱ به عنوان سیزدهمین و آخرین ایالت، اصول کنفدراسیون را تصویب کرد.

## کنوانسیون ۱۷۸۷ قانون اساسی
در ۱۷۸۷ میلادی، کارول به عنوان نماینده مریلند در کنوانسیون فیلادلفیا که به‌منظور بازبینی اصول تشکیل شده بود، انتخاب شده و قانون اساسی را ترتیب نمود. همانند دوست خوب خود، جیمز مدیسون از ویرجینیا، کارول نیز معتقد بود که یک حکومت مرکزی قوی نیاز است تا به تجارت میان ایالت‌ها و تجارت با سایر ملت‌ها نظم داده شود. او همچنین به‌طور مکرر و به صراحت در مخالفت با پرداخت اعضای کنگره ایالات متحده آمریکا از سوی ایالت‌ها صحبت نمود، او استدلال می‌کرد که این چنین پاداش موجب خرابکاری قدرت حکومت جدید می‌شود، چون «وابستگی هر دو مجلس به مجلس‌های قانون‌گذاری ایالتی تکمیل می‌شود… حکومت جدید، با این شیوه، چیزی بیش از نسخه دومی کنگره [قاره‌ای] در دو جلد، به‌جای یک جلد نخواهد بود و احتمالاً تغییرات آن نیز اندک خواهد بود».
زمانی که پیشنهاد شد، رئیس‌جمهور (قوه مجریه) باید از سوی کنگره (قوه مقننه) انتخاب شود، کارول به تأیید جیمز ویلسون پیشنهاد نمودند که واژه‌های «از سوی قوه مقننه» با «از سوی مردم» تعویض گردد. او و توماس فیتزسیمونس تنها رومان کاتولیک‌های بودند که در قانون اساسی امضاء نمودند، اما حضور آنها نشانه‌ای از پیشرفت مداوم آزادی دینی در آمریکا بود. کارول در تعیین محدودیت‌های قدرت حکومت فدرال یا حکومت مرکزی، نقش اساسی را ایفا کرد. او نویسنده این قرینه بود – به عنوان آخرین ماده در قانون اساسی گنجانده شده‌است – که، قدرت‌های که به‌طور مشخص به حکومت فدرال تفویض نشده‌است باید در حیطه قدرت ایالت‌ها یا مردم حفظ گردد. کارول در جریان گفت‌وگوهای تابستانی در کنوانسیون قانون اساسی برای حدود ۲۰ بار صحبت نموده و در کمیته مسائل معوقه، خدمت کرد. هنگام بازگشت به مریلند پس از پایان کنوانسیون، او به پیکار برای تصویب قانون اساسی ادامه داد، اما عضو کنوانسیون ایالتی مریلند برای تصویب قانون اساسی نبود.

## حرفه سیاسی
پس از کنوانسیون، کارول همواره در امور ایالتی و ملی دخیل بود. او یکی از شرکت‌کنندگان کلیدی در مشکلات تصویب قانون اساسی از سوی مریلند در ۱۷۸۷–۱۷۸۸ میلادی بود. او در روزنامه «مریلند ژورنال» به دفاع از قانون اساسی پرداخت و برجسته‌ترین آن پاسخی بود که در برابر استدلال‌های ارایه شده از سوی ضد-فدرال معروف و نماینده میهن‌دوستان، ساموئل چیس، پیشکش نمود. پس از اینکه قانون اساسی در مریلند تصویب گردید، کارول به عنوان نماینده («عضو کنگره ایالات متحده») حوزه انتخابیه ششم مریلند به نخستین کنگره ۱۷۸۹ راه یافته و به نیویورک رفت. با دغدغه‌ای که پیرامون ثبات اقتصادی و مالی داشت، او به نفع انتقال دیون ایالت‌ها که در جریان جنگ انباشته شده بود به حکومت فدرال رأی داد تا یک سطح جدید اعتماد مالی نسبت به دیون عامه ایجاد گردد، پیشنهادی که از سوی وزیر خزانه‌داری الکساندر همیلتون به عنوان بخشی از «چانه‌زنی بزرگ» با وزیر خارجه توماس جفرسون ارایه گردید تا ساکنین مناطق شمالی از موقعیت جدید پایتخت فدرال در مناطق علیای جنوبی در امتداد رود پوتوماک حمایت نمایند.
کارول که یکی از سه عضو کمیسیون موظف شده برای نقشه‌برداری ناحیه جدیدالتاسیس کلمبیا و استملاک اراضی برای پایتخت فدرال در این ناحیه بود، با سه زمین‌دار بزرگ که زمین‌های آنها برای پایتخت استملاک گردید، پیوند داشت. برادرزن وی نوتلی یانگ و برادرزاده‌اش دانیل کارول از دادینگتون. کاخ کنگره ایالات متحده آمریکا روی تپهٔ پوشیده از درخت که در مالکیت برادرزاده وی بود ساخته شد. به عنوان یکی از نخستین اقدامات رسمی خود در سمت عضو کمیسیون، او و عضو دیگر کمیسیون به‌نام دیوید استوارت در ۱۵ آوریل ۱۷۹۱، سنگ زیربنا برای آغاز نقشه‌برداری خط مرزی ناحیه کلمبیا را در نقطه جونز پاینت گذاشت، منطقه‌ای که در بستر جنوبی رود پوتوماک در نزدیکی اسکندریه بوده و قبلاً متعلق به ویرجینیا بود. او تا ۱۷۹۵ میلادی به عنوان عضو کمیسیون خدمت کرد، اما در همین سال بنا بر وضع پزشکی نامطلوب بازنشسته شد.
بعدتر او دوباره در مجلس سنای مریلند انتخاب شد. او علاقه‌مندی‌های بسیاری برای ایالت و منطقه خود داشت، از جمله علاقه به «پاتوماک کمپنی» که به دنبال ساختن کانال پوتوماک به غرب بود. این یکی از پروژه‌های دیرینه جرج واشینگتن از زمان سفرهای اکتشافی غربی و مبارزات نظامی وی بر علیه فرانسه بود. تاریخ این پروژه به ۳۰ سال قبل از نقشه‌برداری و ساخت کانال چساپیک و اوهایو، بر می‌گردد.
کارول به عمر ۶۵ سالگی در ۷ می ۱۷۹۶ در خانه‌اش در نزدیکی راک کریک، در منطقه فعلی فریست گلن، مریلند وفات کرد. جسد کارول در قبرستان کلیسای کاتولیک سنت یوحنای انجیلی (Saint John the Evangelist Catholic Church Cemetery) به خاک سپرده شد.

## میراث
جاده کارول در مدیسن، ویسکانسین به افتخار وی نام‌گذاری شده‌است.